# جونسر-باور
جونسار-باوار (هندی: जौनसर-बावर، انگلیسی: Jaunsar-Bawar) یک منطقهٔ مسکونی در هند است که در بخش درادون واقع شده‌است. جونسر-باور ۹۰٬۰۰۰ نفر جمعیت دارد و ۲٬۱۱۸ متر بالاتر از سطح دریا واقع شده‌است.